# فرش تاجگذاری

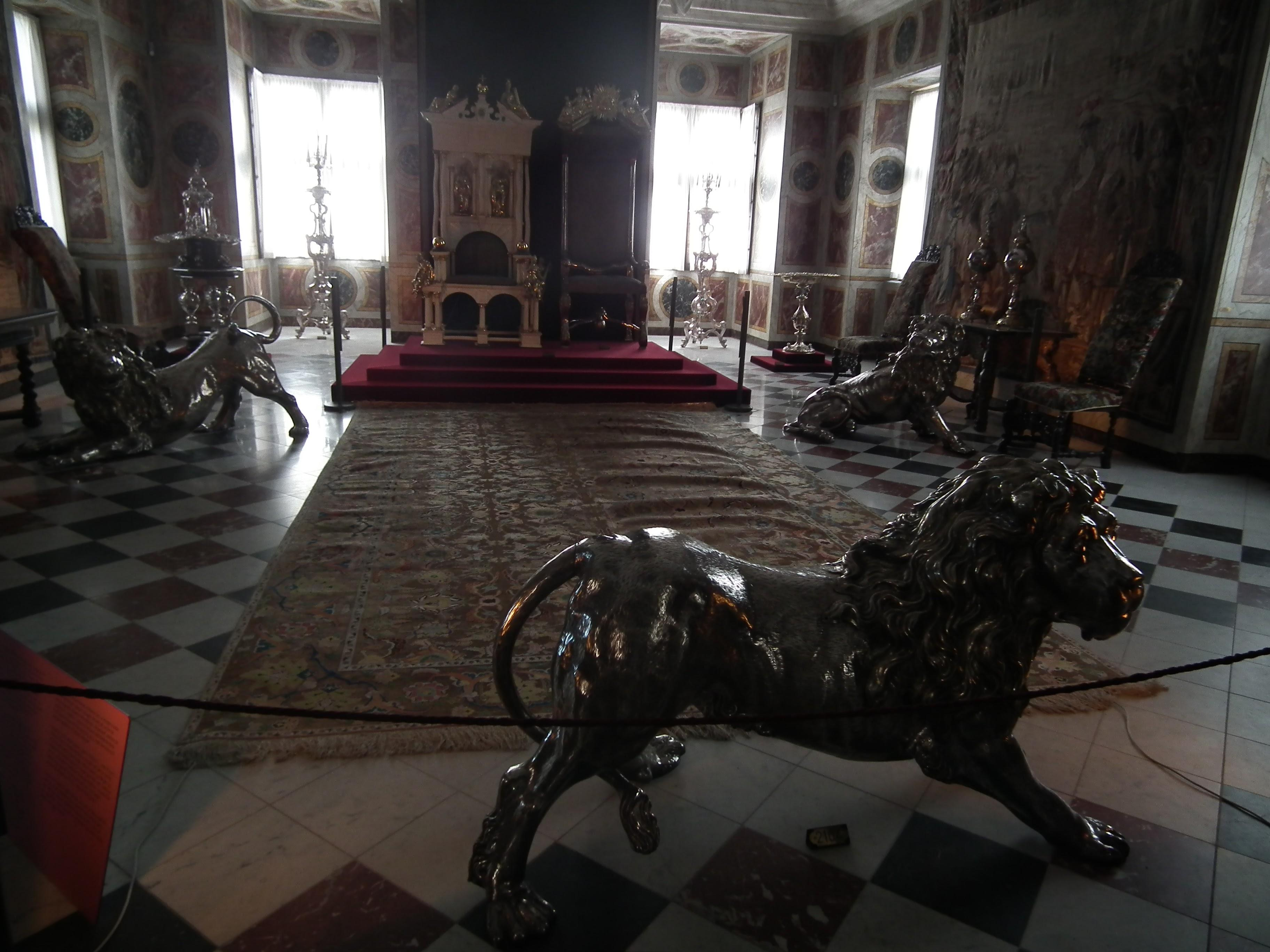
سالن شوالیه در قلعه روزنبرگ کپنهاگ، تخت تاجگذاری پادشاهان مطلقه و تخت ملکه. فرش تاجگذاری در جلوی تخت‌ها قرار گرفته.

فرش تاجگذاری یک فرش ایرانی متعلق به خاندان سلطنتی دانمارک است. این فرش در قلعه روزنبرگ در کپنهاگ نگهداری می‌شود. به گفته کلکسیون سلطنتی فرش دانمارک، این فرشبه سفارش پادشاهان دانمارک در اصفهان در قرن هفدهم میلادی بافته شده‌است. اندازه آن ۱۲ پا و ۲ اینچ در ۱۷ پا و ۱ اینچ است. همان‌طور که نام این فرش نشان می‌دهد این فرش در تاجگذاری پادشاهان دانمارک استفاده می‌شود.
این فرش از نخ‌های ابریشمی، نقره ای و طلایی بافته شده‌است. این فرش در رده گرانترین فرش های جهان از جمله فرش شکار قرار میگیرد.
فرش تاجگذاری تنها سالی یک بار در پاییز به همراه گروه کوچکی از فرش‌های از جنس شنیل به نمایش گذاشته می‌شود.